# سلايتلي ماد ستوديوز
سلايتلي ماد ستوديوز (بالإنجليزية: Slightly Mad Studios)‏، هي شركة بريطانية لتطوير ألعاب فيديو، تأسست الشركة سنة 2009، وتقع مقرها في العاصمة البريطانية لندن.